# コリオー
コリオー（Colihaut）は、ドミニカ国のセント・ピーター教区の村。島北西部に位置し、カリブ海に面している。人口は679人（2011年国勢調査）で、教区内では最も多い。単独で地方自治体の村を形成する。住人の多くは漁業か、近くの採石場で働いている。
三方を山に囲まれており、町の中心部をコリオー川が流れる。2015年8月27日、非常に強い熱帯低気圧のエリカ (TS Erika)がドミニカ国に襲来。大雨によってコリオー川は氾濫し、洪水となって住宅地へ流れ出した。川岸の家屋の多くは流され、残った家も冠水被害にあった。何フィートも堆積した沈泥や瓦礫によって道路を通行することが出来なくなり、ボートで救助活動を行った。村唯一のコリオー小学校も被害を受け閉鎖された。そのため学生は北へ約3キロメートル離れたデュブラン小学校への登校を余儀なくされた。